# Garett Bischoff
Garett Bischoff (20 de abril de 1984) es un luchador profesional y antiguo árbitro estadounidense conocido por haber trabajado para la Total Nonstop Action Wrestling (TNA).

## Vida personal
Bischoff nació en 1984, hijo de Eric Bischoff y su esposa, Loree. Garrett tiene una hermana menor llamada Montanna.

## Carrera

### Total Nonstop Action Wrestling (2010–2015)
Garrett, bajo el nombre de reffere James Jackson, hizo su debut en TNA Wrestling el 7 de noviembre de 2010, como árbitro en Turning Point. James volvería a aparecer en TNA Final Resolution en un Falls Count Anywhere Match entre Tara y Mickie James.  Garrett fue revelado oficialmente durante una lucha entre Sting y Hulk Hogan el 16 de octubre de 2011 en Bound for Glory como el hijo de Eric Bischoff cuando Garett regañadientes llama la campana suena para una presentación, lo que llevó a Eric golpear a su hijo con una silla de acero después de la lucha, a partir de una rivalidad entre los dos, en el proceso de sacarlo de Inmortal y girando a face.
En la edición del 10 de noviembre de 2011 en  Impact Wrestling, Garrett hizo su debut en la lucha contra el Gunner y ganó por descalificación después de Ric Flair interferiera. El 17 de noviembre, Garrett derrotó a Gunner de nuevo por cuenta de tres. El 8 de diciembre, Garett derrotó Gunner de nuevo, pero después de la lucha Gunner se atacó Garett en el piso de concreto, hiriéndolo (Kayfabe). Garrett regresó el 5 de enero de 2012, en una edición de Impact Wrestling, en un segmento de backstage, donde Sting le dijo que él ya no era un árbitro y estaba siendo dio la bienvenida oficial a la roster principal.El 2 de febrero en Impact Wrestling, Hulk Hogan se reveló como entrenador de Bischoff. El 12 de febrero en gainst All Odds, Bischoff, con Hogan en su esquina, fue derrotado por Gunner, que tenía Eric Bischoff en su  esquina, en una lucha individual. En la edición del 8 de marzo en Impact Wrestling, Bischoff se unió a Jeff Hardy para derrotar a Kurt Angle y Gunner en su primer evento principal. En el 15 de marzo y 22 en la edición de ImpacT Wrestling, Bischoff sobreviviría dos derrotaron a los luchas con tiempo determinado, por primera vez en cinco minutos y la segunda en tres. después, se pactó una lucha con Gunner para el evento Lockdown (2012), aunque al principio se tenía planeado una lucha individual, el Gerente General de Impact Wrestling, Hulk Hogan, cambio la lucha haciéndola en el tradicional Lethal Lockdown Match, en donde se enfrentarían, el Team Eric Bischoff y el Team Garett Bischoff, mas aparte el equipo que perdiera esa lucha tendría que quitarse el apellido "Bischoff" y tendría que abandonar TNA, ganando la lucha cuando  golpeo a su padre con una guitarra, en la edición del 26 de abril de 2012, en Impact Wrestling, ric flair le dio una ceremonia de adiós hacia eric bischoff, siendo interrumpida por garrett y llevando a un sanitario móvil donde fue encerrado y bañado en excremento. Tuvo su primera oportunidad por el campeonato de la televisión de TNA contra Devon, pero su lucha fue interferida por Robbie E y Robbie T. En Slammiversary X hizo equipo con Devon derrotando a Robbie E y Robbie T. En Final Resolution formó equipo junto a Kurt Angle, Samoa Joe y Wes Brisco derrotando a Aces & Eights.
El 31 de enero de 2013 en Impact Wrestling se reveló a sí mismo como integrante de Aces & Eights junto a Wes Brisco atacando a Kurt Angle y cambiando a heel. En abril de 2015 fue despedido de la empresa.

## En lucha
- Movimientos finales
  - Three-Quarter facelock dropped into an STO
- Movimientos de firma
  - Clothesline
  - Dropkick
  - DDT
  - Flapjack
  - Running Shoulder Block
- Managers
  - Hulk Hogan
  - Devon
  - Kurt Angle

## Campeonatos y logros
- Pro Wrestling Illustrated
  - Situado en el #235 en los PWI 500 de 2013[4]
- Wrestling Observer Newsletter awards
  - Worst Gimmick (2013) Aces & Eights[5]